# Windmill British Cemetery
Windmill British Cemetery is een Britse militaire begraafplaats met gesneuvelden uit de Eerste Wereldoorlog, gelegen in het Franse dorp Monchy-le-Preux (departement Pas-de-Calais). De begraafplaats werd ontworpen door Edwin Lutyens en ligt langs de Route Nationale van Arras naar Cambrai op ruim 1 km ten zuidwesten van het dorpscentrum (gemeentehuis). Ze heeft een min of meer rechthoekig grondplan en wordt omsloten door een bakstenen muur. Het Cross of Sacrifice staat centraal vooraan op een hoger niveau dan het gedeelte met de graven waarvan het gescheiden wordt door een muurtje. De toegang bestaat uit een houten hekje.
Er liggen 403 doden begraven waaronder 35 niet geïdentificeerde.
De begraafplaats wordt onderhouden door de Commonwealth War Graves Commission.

## Geschiedenis
Op 23 april 1917, tijdens de Tweede Slag om de Scarpe, werden Infantry Hill (ten oosten van Monchy-le-Preux) en Guémappe (ten zuiden van Monchy-le-Preux) ingenomen door Britse troepen. Guemappe ging dezelfde dag nog verloren, maar werd bijna meteen heroverd. De volgende dagen werd nog meer terrein ingenomen. In mei begon de 29th Division met de aanleg van deze begraafplaats waar men een aantal van de slachtoffers van 23 april begroef. De begraafplaats werd tot maart 1918 gebruikt, en opnieuw van augustus tot oktober 1918.
In de rijen D en E van perk II werden 23 officieren en manschappen van het 1st Bn. King's Own (Royal Lancaster Regiment) begraven die in de slag bij de Drocourt-Queant Line van begin september 1918 sneuvelden.
Onder de geïdentificeerde slachtoffers zijn er 305 Britten, 62 Canadezen, 1 Zuid-Afrikaan en 1 Duitser. Een Brit wordt herdacht met een Special Memorial omdat zijn graf niet meer gelokaliseerd kon worden en men neemt aan dat hij zich onder een naamloze grafzerk bevindt.

## Graven

### Onderscheiden militairen
- A.E. Vanderpump, kapitein bij de Canadian Infantry, Geoffrey Grenside Bowen, kapitein bij de Lancashire Fusiliers en Robert Drummond McMillan, luitenant bij de Canadian Field Artillery werden onderscheiden met het Military Cross (MC).
- Arthur Wesley Chambers, sergeant bij de Royal Engineers werd onderscheiden met de Meritorious Service Medal en tweemaal met de Military Medal (MSM, MM and Bar).
- W. Entwistle, soldaat bij het East Lancashire Regiment werd onderscheiden met de Distinguished Conduct Medal (DCM).
- nog 13 militairen werden onderscheiden met de Military Medal (MM) waaronder luitenant Harold Shackleton tweemaal (MM and Bar).

### Alias
- kanonnier J. Butler diende onder het alias J. Carthy bij de Royal Garrison Artillery.